# Atletism la Jocurile Olimpice de vară din 1984 - Aruncarea greutății (feminin)
Proba feminină de aruncare a greutății  de la Jocurile Olimpice de vară din 1984 a avut loc în perioada 8-10 august 1984 pe Los Angeles Memorial Coliseum.

## Recorduri
Înaintea acestei competiții, recordurile mondiale și olimpice erau următoarele:
| Record  | Atletă                   | Rezultat | Loc                        | Data          |
| ------- | ------------------------ | -------- | -------------------------- | ------------- |
| Mondial | Natalia Lisovskaia (URS) | 22,53 m  | Soci, Uniunea Sovietică    | 27 mai 1984   |
| Olimpic | Ilona Slupianek (GDR)    | 22,41 m  | Moscova, Uniunea Sovietică | 24 iulie 1980 |

## Rezultate
| Loc | Atletă               | Țară                       | 1       | 2       | 3       | 4                         | 5                         | 6                         | Distanță |
| --- | -------------------- | -------------------------- | ------- | ------- | ------- | ------------------------- | ------------------------- | ------------------------- | -------- |
| 1   | Claudia Losch        | Germania de Vest           | 19,97 m | 20,31 m | 19,33 m | 20,06 m                   | 19,96 m                   | 20,48 m                   | 20,48 m  |
| 2   | Mihaela Loghin       | România                    | 19,67 m | 19,73 m | 19,95 m | 20,47 m                   | 20,25 m                   | 20,09 m                   | 20,47 m  |
| 3   | Gael Martin          | Australia                  | 18,10 m | 19,19 m | 18,75 m | 18,53 m                   | x                         | 18,34 m                   | 19,19 m  |
| 4   | Judy Oakes           | Marea Britanie             | 18,14 m | 17,76 m | 18,01 m | 18,08 m                   | x                         | 17,81 m                   | 18,14 m  |
| 5   | Li Meisu             | China                      | 17,37 m | x       | 17,44 m | 17,96 m                   | 17,61 m                   | 17,19 m                   | 17,96 m  |
| 6   | Venissa Head         | Marea Britanie             | x       | 17,90 m | x       | 17,37 m                   | 15,59 m                   | 16,40 m                   | 17,90 m  |
| 7   | Carol Cady           | Statele Unite ale Americii | 17,22 m | 17,23 m | 17,10 m | 16,83 m                   | 16,32 m                   | 17,19 m                   | 17,23 m  |
| 8   | Florența Crăciunescu | România                    | 16,62 m | 17,23 m | 17,10 m | 16,45 m                   | x                         | 17,05 m                   | 17,23 m  |
| 9   | Lorna Griffin        | Statele Unite ale Americii | 15,87 m | 16,08 m | 17,00 m | Nu au avansat mai departe | Nu au avansat mai departe | Nu au avansat mai departe | 17,00 m  |
| 10  | Yang Yanqin          | China                      | 16,76 m | 16,97 m | 16,46 m | Nu au avansat mai departe | Nu au avansat mai departe | Nu au avansat mai departe | 16,97 m  |
| 11  | Ramona Pagel         | Statele Unite ale Americii | 16,06 m | 15,69 m | 15,90 m | Nu au avansat mai departe | Nu au avansat mai departe | Nu au avansat mai departe | 16,06 m  |
| 12  | Carmen Ionesco       | Canada                     | 14,92 m | 15,25 m | 14,96 m | Nu au avansat mai departe | Nu au avansat mai departe | Nu au avansat mai departe | 15,25 m  |
| 13  | Odette Mistoul       | Gabon                      | 14,39 m | x       | 14,59 m | Nu au avansat mai departe | Nu au avansat mai departe | Nu au avansat mai departe | 14,59 m  |